# Мадонна и младенец с двумя святыми
«Мадонна и младенец с двумя святыми» или «Мадонна и младенец со святым Антонием и святым Георгием» (итал. Madonna tra i santi Antonio Abate e Giorgio) — работа итальянского живописца Пизанелло, датируемая 1445 годом. Ныне находится в собрании Лондонской национальной галереи.

## История
Первое упоминание работы может быть соотнесено с неопределенного сюжета произведением, значащимся в документах как написанное в 1445 году для дворца Бельригуардо, построенного в 15 километрах от города Феррара в качестве летней резиденции семьи Эсте.
Картина была зарегистрирована в Коллекции Костабили (англ.) в 1841 году, когда в 1862 году её приобрёл сэр Чарльз Истлейк. Оставшись в наследство вдове Истлейка, она была завещана последней в пользу Лондонской национальной галереи.

## Описание
Иконография работы представляет собой весьма оригинальный образец. Богоматерь и младенец Христос (англ.) расположены в верхней части полотна, находящиеся в центре большого золотого ореола, от которого исходят сияющие волны. В нижней части же изображены двое святых, стоящих лицом друг к другу, смотрящих друг на друга и ведущих таким образом безмолвный диалог.
Слева изображён раннехристианский подвижник Антоний Великий в образе пожилого монаха. В правой руке он держит колокольчик, в который звонит, отпугивая бесов, в левой — посох, у ног святого Антония лежит кроткий кабан. Согласно одной из легенд, под личиной кабана скрывался демон, всячески искушавший святого, но, будучи поверженным Антонием, с тех пор покорно следовал за ним.
Справа же изображён великомученик Георгий Победоносец в роскошном одеянии, соответствующем современным на момент написания картины образам. На святом надеты серебряные и золотые доспехи, на его голове широкополая соломенная шляпа, украшенная пером. Позади Георгия Победоносца находятся лошади, у его ног — всё ещё неукрощённый дракон, словно продолжающий извиваться.
Подпись Пизанелло, замаскированная в виде пучка корней, расположена внизу в середине картины.